# Alcindo Guanabara
Alcindo Guanabara (Magé, 19 de julho de 1865 — Rio de Janeiro, 20 de agosto de 1918) foi um jornalista e político brasileiro, senador durante a República Velha (ou Primeira República) e membro fundador da Academia Brasileira de Letras. Jornalista desde 1886, foi articulista republicano e abolicionista. Na política, participou da Constituinte de 1891 e foi deputado federal pelo Rio de Janeiro (1891–1893) e Distrito Federal (1894–1899 e 1906–1911) e senador pelo Distrito Federal (1912–1917) e Rio de Janeiro (1918). Em 1906, foi o autor da Lei do Sorteio, que instituiu o serviço militar obrigatório no país.

## Obras
- Amor, romance (1886)
- História da revolta de 6 de setembro de 1893 (1894)
- A presidência Campos Sales 1898-1902 (1902)
- A dor, conferência (1905)
- Jornal de Commercio A tradição, discurso (1908)
- Discursos fora da Câmara (1911)
- Pela infância abandonada e delinquente no Distrito Federal (1917).

## Academia Brasileira de Letras
Convidado para a última sessão preparatória da Academia Brasileira de Letras, em 28 de janeiro de 1897, é o fundador da cadeira 19, que tem como patrono Joaquim Caetano.